# Bouliac
 Bouliac  es una población y comuna francesa, situada en la región de Aquitania, departamento de Gironda, en el distrito de Burdeos y cantón de Floirac.

## Demografía
| 1084 | 1102 | 2375 | 2398 | 2841 | 3248 |
| Para los censos de 1962 a 1999 la población legal corresponde a la población sin duplicidades (Fuente: INSEE [Consultar]) |      |      |      |      |      |